# Igreja de Ienashi

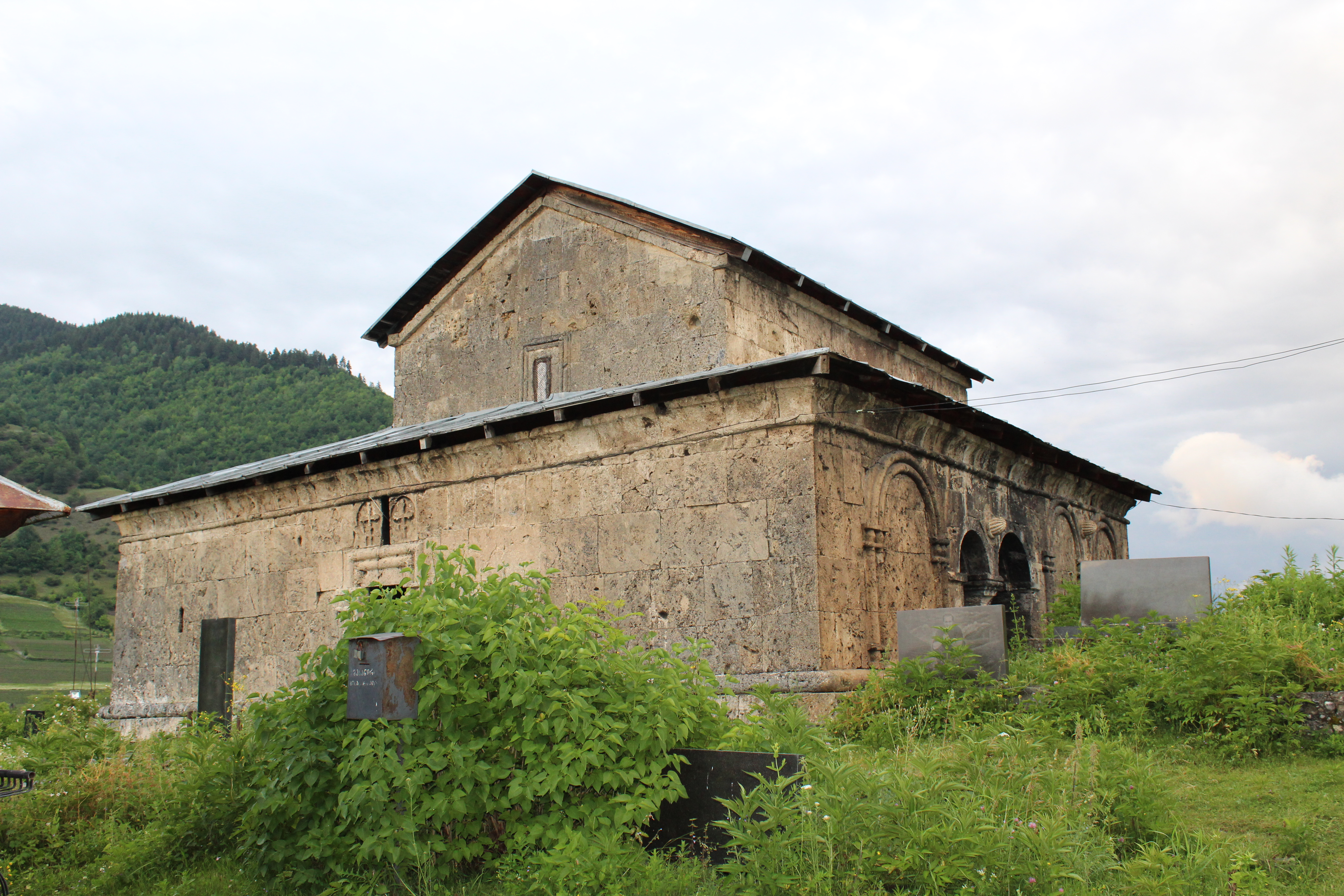
Igreja de Ienashi

A igreja do profeta Jonas de Ienashi (em georgiano:  იენაშის იონა წინასწარმეტყველის ეკლესია), também conhecida como igreja de Ian (suana:ჲან), é uma igreja ortodoxa medieval localizada na região montanhosa da província de Suanécia, agora parte do município de Mestia, Mingrélia-Alta Suanécia. Foi construída em algum momento entre os séculos XII e XIV, mas reflete uma prática georgiana anterior por ter um corredor semi-aberto -um deambulatório- que termina em uma abside a leste da nave principal do edifício. Está inscrita na lista dos Monumentos culturais de importância nacional da Geórgia.

## História
A igreja do profeta Jonas está situada na aldeia de Ienashi, a 1360 m acima do nível do mar, na unidade territorial Latali do município de Mestia, no sopé do Grande Cáucaso. Esta parte de Suanécia era conhecida como Suanécia livre no século XIX. Não há fontes literárias contemporâneas sobre a construção e a história de Ienashi. A igreja e os itens preservados nela foram descritos pela primeira vez, em maiores detalhes, pelo estudioso Ekvtime Taqaishvili durante sua expedição a Suanécia em 1910.

## Arquitetura

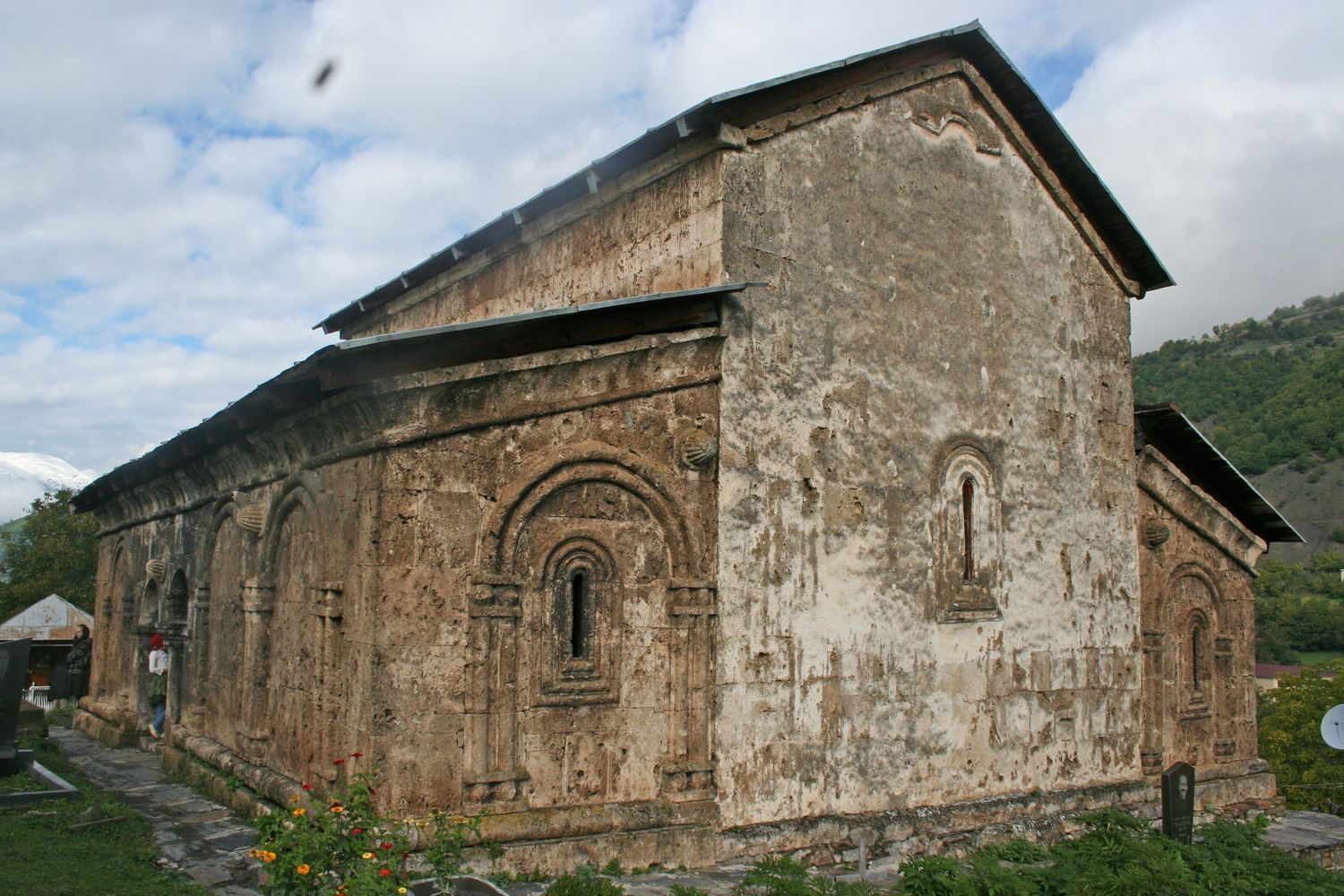
Fachada oriental

Ienashi é construída com blocos de calcário de corte uniforme. É uma igreja-salão, com um deambulatório correndo por três lados e terminando em uma abside no leste. O interior é dividido em baías por um par de pilastras de duas etapas que suportam um arco abobadado. É iluminada por janelas cortadas na abside do santuário e na parede central oeste; uma janela na parede sul é bloqueada por um anexo externo. Nichos em arco flanqueiam a janela na abside. Existem duas portas, ao sul e oeste. A igreja tem dois anexos, ambos arqueados no interior e cobertos com arquitraves no exterior. As fachadas são mal decoradas com cantaria.
O interior é decorado com uma série de afrescos, mas eles são fortemente danificados. O estilo das pinturas é uma visão local da arte bizantino. São retratados o Salvador, a cruz do Gólgota, Davi, Salomão, Jonas, os santos Pedro e Paulo, os padres da Igreja e uma pessoa real não identificada, provavelmente Constantino I de Imerícia (r. 1293–1327).